# 1995-ös US Open (tenisz)
Az 1995-ös US Open volt az év negyedik Grand Slam-tornája, a US Open 115. kiadása volt. New Yorkban rendezték meg augusztus 28. és szeptember 10. között.

## Döntők

### Férfi egyes
Pete Sampras -   Andre Agassi, 6-4, 6-3, 4-6, 7-5

### Női egyes
Steffi Graf -  Szeles Mónika, 7-6, 0-6, 6-3

### Férfi páros
Todd Woodbridge /  Mark Woodforde -  Alex O'Brien /  Sandon Stolle, 6-3 6-3

### Női páros
Gigi Fernández /  Natallja Zverava -  Brenda Schultz-McCarthy /  Rennae Stubbs, 7-5, 6-3

### Vegyes páros
Meredith McGrath /  Matt Lucena -  Gigi Fernández /  Cyril Suk, 6-4 6-4

## Juniorok

### Fiú egyéni
Nicolas Kiefer –  Ulrich Jasper Seetzen 6–3, 6–4

### Lány egyéni
Tara Snyder –  Annabel Ellwood 6–4, 4–6, 6–2

### Fiú páros
Jong-Min Lee /  Jocelyn Robichaud –  Raemon Sluiter /  Peter Wessels 7–6, 6–2

### Lány páros
Corina Morariu /  Ludmila Varmužová –  Anna Kurnyikova /  Aleksandra Olsza 6–3, 6–3